# Уркер
Группа «Уркер» (каз. үркер — звёздное скопление Плеяды) — известная казахстанская поп-группа, основанная в 1994 году.

## История и творчество
URKER — казахстанская поп-группа. Базируется в г. Алматы.
Группа была создана композитором и вокалистом Айдосом Сагатом. Репертуар группы состоит из собственных песен на казахском и русском языках. Большую часть хитов группы таких как: Наурыз, Жаным, Сәулемай, Я буду рядом, Махаббат Әнi, Сен, Та — Что Рядом Со Мной и др. сочинил Айдос Сагат в соавторстве с поэтами. Музыканты выступали в Германии, Франции, Турции, Туркменистане, США, Великобритании, Гонконге, России, Кыргызстане.
Клип на песню «Махаббат әні» стал единственным казахским клипом, получившим бесплатную ротацию на канале MTV Russia. «URKER» также является единственной казахстанской группой, чьи клипы были показаны на американском канале LINK TV, с аудиторией в 26 000 000 зрителей.
Группа «Уркер» была участником множества конкурсов и фестивалей среди которых: казахские «Азия Дауысы» и «Жас Канат»;; Первый международный конкурс поп-музыки тюркоязычных стран в Турции (1998); фестивали «Шелковый путь» в Крыму, «Космодром» в Новосибирске, «Нашествие» и другие. Коллектив отмечен званием лауреата Национальной музыкальной премии в номинации «Лучшая группа 2000 года». Удостоена награды «Золотой диск» за лучшую песню десятилетия — «Наурыз»; занесена в Британский каталог по искусству «Visiting Arts». «European Champion of folk» на конкурсе EUROFOLK 2008. В 2006 году Айдос написал музыку к художественному фильму А. Айтуарова «Степной экспресс» и получил награду как «Лучший кинокомпозитор» на Российском кинофоруме «Золотой Витязь» Айдос так же написал музыку к нескольким ТВ сериалам и худ.фильму «Оралман» собравшему огромное количество призов по всему миру. Песни группы звучали на волнах радиостанций BBC, Radio France Internacionale, Funkhouse Europe (Германия), Наше Радио (Россия).
В 2018 году группа отметила 25-летний юбилей своей творческой деятельности, грандиозным концертом во Дворце Республики г. Алматы.
Группой издано 6 альбомов, снято 20 видеоклипов, сыграно огромное количество концертов по всей стране, в числе которых участие в таких крупных акциях государственного уровня, как презентация новой столицы Астана.
Свою первую роль в клипе «Я знаю, ты есть» — сыграла казахская актриса и модель Асель Сагатова.
С 2010 года Айдос Сагат — эксперт UNESCO по проблемам музыкального образования и «Почетный патрон» ООН в Казахстане. В ноябре 2010 года Айдос Сагат сотрудничал с УВКБ ООН в качестве Почетного патрона в Казахстане. С 2013 по 2015 Посол Доброй воли УВКБ ООН.
В сентябре 2010 года группа подала в суд на сеть супермаркетов «Рахмет» за незаконное использование их песни в рекламном ролике магазина. Айдос Сагат свой моральный ущерб оценил в 7,5 миллиона тенге (50,9 тысяч долларов). 15 сентября 2012 года Айдос Сагат вошел в состав жюри песенного конкурса «Алматым жүрегімде», на котором выбрали песню-визитную карточку города Алматы. В 19 июня 2013 года Айдос был избран первым послом доброй воли Агентства ООН по делам беженцев в Казахстане.
2013 году Айдос Сагат работал над музыкой для мини-телесериала ''Ауыл сақшысы'' (''Инспектор аула''). В 2015 году 20 февраля в городе Алматы прошла презентация детской книги «Волшебные сказки домашнего очага» книги реализовали более 30 авторов. Книга была выпущена тиражом в 2400 экземпляров, около 200 было продано сразу на презентации. На презентации был и Айдос Сагатов.
Айдос Сагат основал международный проект No Mad Karma в 2015 году. Композиция группы, танцевальный ремикс на песню «27» сразу попал на 11-ю позицию в престижного музыкального чарта Music Week, оставив позади таких популярных исполнителей, как Рики Мартин, Леона Льюис и Дэвид Гетта. Трэк также вошел в плейлисты известных диджеев во всем мире и звучит на разных радиостанциях. На песню "27" уже снят видеоклип. Данная композиция посвящается так называемому «Клубу 27» — музыкантам, трагически ушедшим из жизни в возрасте 27 лет. К их числу относятся Эми Уайнхаус, Курт Кобейн, Джими Хендрикс, Джим Моррисон и Дженис Джоплин. Слова песни написал Дэвид Сай, (David Sye) он является кузеном Эми Уайнхаус. Fльбом из 10 песен, записан в легендарной студии Rockfield в Уэльсе. Именно на этой студии была создана композиция группы Queen Bohemian Rhapsody, а также произведения Coldplay. Отметим, что в записи приняли участие лучшие сессионные музыканты Лондона, сотрудничавшие с Робби Уильямсом, Миком Джаггером и Тиной Тернер.
«Это плод моей работы последних трех лет и результат моего сотрудничества с английским продюсером и барабанщиком Престоном Хэйманом (англ. Preston Heyman) и известным в Англии учителем йоги — Дэвидом Сай (англ. David Sye), который стал автором текстов и солистом проекта» — из интервью А. Сагатова для сайта Tengrinews.kz.
В Августе 2017 NO MAD KARMA выступили с грандиозным шоу на ЭКСПО 2017 в Астане (Казахстан) — в концерте принял участие гитарист группы Be Gees Tim Cansfield.
В Декабре 2018 Айдос Сагат был награжден Орденом Курмет.
Состав группы:
- Айдос Сагат — вокалист, клавишник и автор песен; учился в консерватории, c 1997года[4] является членом правления Союза композиторов Казахстана.
- Рустам Мусин — гитарист, не имеет музыкального образования, учился на инженера. Учился с Нурланом Сейловым в одной школе.[14] До прихода в Уркер успел поиграть в нескольких группах, среди них «Гелла» и «Танго». Покинул группу.[15] Президент компании «Самат Шоу Техник».[14]
- Нурлан Албан — автор текстов, вокал, домбра; покинул группy в 2009 году[16]. С 1-го декабря, с целью начать сольную карьеру. Он был принят в состав в 2001 году. Дебютировал в составе группы, снявшись в клипе на песню «Жаным».
- Бейбарс Джуманиязов — гитара, вырос в музыкальной семье, учился в музыкальной школе по классу скрипки. Отец Бейбарса — известный казахский композитор Базарбай Джуманиязов.[14] Ушел из группы до ее первого официального концерта в 1993 году.[14]
- Нурлан Сейлов — ударные. Ушел из группы в 2000-е годы. Работает в автобизнесе[14].
- Даурен Сыздыков — бас-гитара, вокал. Даурен родился 11 августа 1968 года в Таразе. После окончания первого класса семья Даурена переехала в Алматы. После школы поступил в КазПИ им. Абая (факультет высшей математики). После службы в армии поступил в музыкальное училище им. П. Чайковского на эстрадное отделение (класс бас-гитары). Долгое время работал организатором культурных мероприятий в санатории «Просвещенец». Кроме «Уркера», играл в таких командах, как «Midnight blues» и «Аэроплан».[17] Ушел из группы в 2000-е годы.[14]

Айдос Сагат, полное имя — Айдос Мансурович Сагатов, родился 25 ноября 1970 года в Алматы в семье композитора Мансура Сагатова, обладателя премии Ленинского комсомола (1967). Учился в музыкальной школе имени Куляш Байсеитовой Лауреат международного конкурса пианистов. Окончил Алматинскую консерваторию им. Курмангазы с двумя дипломами — по специальностям композиции и фортепиано. За время учения в аспирантуре АГК, дважды был удостоен президентской стипендии в области культуры и искусства, а также награды от Фонда «Мир через культуру» за большой вклад в развитие музыкального искусства Казахстана. С 1996 года преподавал в консерватории им. Курмангазы. Уволилися в 2016. Работал на радио. Женат, есть дети. Занимается кундилини-иогой. Вегетарианец.

## Дискография
- 1997 — Ansarym, в продаже с марта 1997года.[19]
- 1998 — Toi Bastar
- 2001 — Urker
- 2002 — Made in Kazakhstan
- 2004 — The best of Urker
- 2008 — Tolgau
- 2009 — Мне не забыть…
- 2017 — 25 (сборник лучших песен за 25 лет)